# Néon-20
Néon-20 é um isótopo estável (não-radioativo) do elemento químico néon. Possui uma massa atômica de 19,992435, possuindo 10 prótons e 10 nêutrons.